# الراحة (حزم العدين)

تعديل مصدري - تعديل

الراحة هي إحدى قرى عزلة حليمة بمديرية حزم العدين التابعة لمحافظة إب، بلغ تعداد سكانها 120 نسمة حسب تعداد اليمن لعام 2004.